# Ludomicko-Gajówka
Ludomicko-Gajówka – osada leśna w Polsce położona w województwie wielkopolskim, w powiecie czarnkowsko-trzcianeckim, w gminie Połajewo.
W latach 1975–1998 miejscowość położona była w województwie pilskim.
1 stycznia 2023 roku zmieniono nazwę miejscowości z Ludomicko na Ludomicko-Gajówka.